# Лубенський Михайло Йосифович
Михайло Йосифович Лубенський (нар. 1918, — дата смерті невідома) — радянський, український шахіст, срібний призер чемпіонату України із шахів 1945 року.

## Біографія
Михайло Лубенський проживав у Луганську та виступав на ДСТ «Авангард».
У 1945 році він здобув срібну медаль чемпіонату України, здолавши в ході турніру чемпіона Анатолія Банника.

## Результати виступів у чемпіонатах України
Михайло Лубенський зіграв у шести фінальних турнірах чемпіонатів України, набравши при цьому 39½ очка з 88 можливих.
| Рік  | Місто           | Турнір                 | + | − | = | Результат | Місце   |
| ---- | --------------- | ---------------------- | - | - | - | --------- | ------- |
| 1944 | Київ            | 13-й чемпіонат України | 4 | 7 | 1 | 4½ з 12   | 9       |
| 1945 | Київ            | 14-й чемпіонат України | 7 | 1 | 6 | 10 з 14   | Silver  |
| 1946 | Київ            | 15-й чемпіонат України |   |   |   | 9½ з 17   | 9       |
| 1947 | Київ            | 16-й чемпіонат України | 2 | 8 | 6 | 5 з 16    | 16      |
| 1954 | Київ            | 23-й чемпіонат України | 3 | 8 | 7 | 6½ з 18   | 17 — 18 |
| 1965 | Дніпропетровськ | 34-й чемпіонат України | 1 | 4 | 6 | 4 з 11    | 10 — 11 |